# Fußball-Regionalliga 2023/24
Die Saison 2023/24 der Regionalliga war die 16. Saison der Fußball-Regionalliga als vierthöchste Spielklasse in Deutschland. Ab der Saison 2018/19 stiegen vier Mannschaften in die 3. Liga auf. In dieser Saison stellten die Meister der Regionalligen Südwest, West und Nordost je einen direkten Aufsteiger. Die Meister der Regionalliga Bayern und der Regionalliga Nord spielten in einem Aufstiegs-Play-off um den vierten Aufstiegsplatz.

## Regionalligen
- Regionalliga Bayern 2023/24 mit 18 Mannschaften aus dem Bayerischen Fußball-Verband (BFV)
- Regionalliga Nord 2023/24 mit 18 Mannschaften aus dem Norddeutschen Fußball-Verband (NFV)
- Regionalliga Nordost 2023/24 mit 18 Mannschaften aus dem Nordostdeutschen Fußballverband (NOFV)
- Regionalliga Südwest 2023/24 mit 18 Mannschaften aus dem Fußball-Regional-Verband Südwest und dem Süddeutschen Fußball-Verband (SFV) mit Ausnahme des Bayerischen Fußball-Verbandes
- Regionalliga West 2023/24 mit 18 Mannschaften aus dem Westdeutschen Fußballverband (WDFV)

## Aufstiegsspiele
An den Aufstiegsspielen zur 3. Liga nahmen die jeweils besten und zum Aufstieg berechtigten Mannschaften der Regionalligen Bayern und Nord teil. Der Sieger nach Hin- und Rückspiel stieg auf.
Bei einem Teilnahmeverzicht von Mannschaften, oder falls sich aus einer Regionalliga keine Mannschaft sportlich qualifiziert hätte, wären Freilose vergeben worden.
Folgende Mannschaften qualifizierten sich sportlich für die Aufstiegsspiele:
- Meister der Regionalliga Bayern 2023/24: Würzburger Kickers
- Meister der Regionalliga Nord 2023/24: Hannover 96 II

| Datum         |                    | Gesamt          |                | Hinspiel  | Rückspiel            |
| ------------- | ------------------ | --------------- | -------------- | --------- | -------------------- |
| 29.05./02.06. | Würzburger Kickers | 3:3 (4:5 i. E.) | Hannover 96 II | 1:0 (1:0) | 2:3 n. V. (1:2, 0:1) |